# Lúcio Mamílio Vítulo
Lúcio Mamílio Vítulo (em latim: Lucius Mamilius Vitulus) foi um político da gente Mamília da República Romana eleito cônsul em 265 a.C. com Quinto Fábio Máximo Gurges. Foi o primeiro de sua família a chegar ao consulado e Quinto Mamílio Vítulo, cônsul em 262 a.C., era seu irmão.

## Família
Segundo a tradição, sua família, plebeia, se originou em uma família principesca de Túsculo, que alegava ser descendente de Telégono, o filho de Ulisses e Circe, os míticos fundadores da cidade. Niebuhr propõe que o cognome Vítulo (Vitulus) é uma forma diferente de '"Ítalo" (Italus) e os comentários existentes sobre a gente Mamília com o cognome "Turrino" ("tirreno", um outro nome para "etrusco"). Era comum, como demonstram os Fastos romanos mais antigos, que as grandes casas assumissem cognomes com o objetivo de diferenciar as pessoas com as quais compartilhavam laços de sangue das que compartilhavam apenas laços hospitalidade pública (ou seja, que eram da mesma gente, mas não da mesma família). Os cronistas, apesar disso, ligam o cognome Vítulo com a palavra que significa "bezerro".

## Consulado (265 a.C.)
Um ano antes da Primeira Guerra Púnica, foi eleito cônsul com Quinto Fábio Máximo Gurges.